# Maximiliano Palacio
Maximiliano „Max“ Palacio ist ein argentinischer Schauspieler und Model, sowie ehemaliger Polospieler.

## Leben
Palacio wuchs in Argentinien auf, lebt aber inzwischen in Los Angeles.
Mit 10 Jahren begann er zu schauspielern, im Alter von 16 Jahren begann er professionell Polo zu spielen.
Während seiner Polokarriere erlitt er einen lebensbedrohlichen Unfall, bei dem er die Hälfte seiner rechten Niere verlor.
Palacio arbeitete als Model in New York, bevor er als Theaterdarsteller sein Geld verdiente. Zudem spielte er in Spielfilmen und hatte Auftritte in Fernsehshows.
Aktuell spielt er im CREED polo team und ist Co-Gastgeber bei 12 Corozones.

## Filmografie
- The Real Housewives of New York City